# Дашкесанське залізорудне родовище
Дашкесанське залізору́дне родо́вище (рос. Дашкесанское мемторождение; азерб. Daşkəsən) — знаходиться в Азербайджані. Розробляється з 1954 року.

## Характеристика
Промислові запаси магнетитових руд 164 млн т. Середній вміст заліза в рудах 36,5 %. Пластоподібний поклад приурочений до верхньоюрських вулканогенно-осадових порід.

## Технологія розробки
Розробка ведеться кар'єрним способом. Руди збагачуються сухою і мокрою магнітною сепарацією. Концентрат містить 61,1 % Fe, вилучення становить 69,2 %, вихід концентрату — 35,6 %.